# Wierummerpolder
De Wierummerpolder is een voormalig waterschap in de provincie Groningen. De huidige spelling is Wierumerpolder.
De polder lag ten westen van het Reitdiep en ten zuiden van Wierumerschouw. De noordgrens was de Wierumerschouwsterweg. De zuidgrens kwam overeen met de Evert Harm Woltersweg, net ten noorden van het Van Starkenborghkanaal. De westgrens was de Oostumerweg. Tussen de westgrens en het Aduarderdiep lagen nog 28 ha die formeel (reglementair) tot het waterschap behoorden, maar die niet door het schap werden beheerd. De polder loosde zijn water via een pomp (duiker) op het Aduarderdiep, pal ten noorden van de Steentil. 
Waterstaatkundig gezien ligt het gebied sinds 1995 binnen dat van het waterschap Noorderzijlvest.

## Naam
De polder is genoemd naar Wierum, dat aan de overzijde van het Reitdiep ligt, maar oorspronkelijk wel tot de kerspel behoorde.